# Загорска-Села
Загорска-Села (хорв. Zagorska Sela) — община с центром в одноимённой деревне на севере Хорватии, в Крапинско-Загорской жупании. Население общины 996 человек (2011), население деревни Загорска-Села — 227 человек. Подавляющее большинство населения — хорваты (96,6 %). В состав общины кроме административного центра входят ещё 12 деревень.
Община расположена на холмах Хорватского Загорья, прилегает к словенской границе, которая здесь проходит по реке Сутла. Юго-восточнее находятся общины Кумровец и Тухель. Деревни общины располагаются примерно в 10-15 км к северо-западу от города Кланьец, с которым связаны местными дорогами. Железнодорожное сообщение отсутствует.
На территории общины расположен ряд достопримечательностей:
- Археологические раскопки в городище Спичак
- Барочный дворец «Мильяна» (XVII—XIX век)
- Приходская церковь св. Екатерины (Загорска-Села, построена в 1691 году, перестроена в 1862 году)
- Приходская церковь св. Анны (Польяна-Сутланска, построена в 1810 году)
- Капелла св. Мартина (Боячно, XVII век)
- Капелла св. Ивана (Иванич-Мильянски, 1694 год)